# Cunonia capensis
Cunonia capensis L., 1759 è un albero della famiglia Cunoniaceae, endemico delle Province del Capo e del KwaZulu-Natal, in Sudafrica.

## Distribuzione e habitat
È una specie tipica delle foreste afromontane dell'Africa australe; il suo areale si estende dalla Provincia del Capo occidentale del Sudafrica sino alla parte meridionale del Mozambico.
Cresce in prossimità dei corsi d'acqua, in aree con elevate precipitazioni.